# جانيت وارد
جانيت وارد (بالإنجليزية: Janet Ward)‏ هي ممثلة أمريكية، ولدت في 19 فبراير 1925 في نيويورك في الولايات المتحدة، وتوفيت في 2 أغسطس 1995 في مانهاتن في الولايات المتحدة.

## وصلات خارجية
- جانيت وارد على موقع IMDb (الإنجليزية)
- جانيت وارد على موقع قاعدة بيانات برودواي على الإنترنت (الإنجليزية)
- جانيت وارد على موقع قاعدة بيانات الفيلم (الإنجليزية)